# Jesper Langberg
Jesper Langberg (Frederiksberg, 1940. október 20. – Koppenhága, 2019. június 29.) dán színész. Sigurd Langberg (1897–1954) színész fia, Ebbe Langberg (1933–1989) színész, filmrendező öccse.

## Filmjei
- Flådens friske fyre (1965)
- Pigen og millionæren (1965)
- Naboerne (1966)
- Mig og min lillebror (1967)
- Mig og min lillebror og storsmuglerne (1968)
- Mig og min lillebror og Bølle (1969)
- Amour (1970)
- A Strucc kávéház vendégei (Man sku' være noget ved musikken) (1972)
- Az Olsen-banda nagy fogása (Olsen-Bandens store kup) (1972)
- Olsen tervez – a banda végez (Olsen-Banden går amok) (1973)
- Merénylet (Attentat) (1980)
- A szekta (Sekten) (1997)
- Az Olsen-banda legutolsó küldetése (Olsen-Bandens sidste stik) (1998)
- A megszállott (Besat) (1999)
- Olsen Banden Junior (2001)
- Politikai pókháló (Kongekabale) (2004)
- Zsinóron (Strings) (2004, hang)
- Utópikus Taigetosz (KHvordan vi slipper af med de andre) (2007)
- A jelölt (Kandidaten) (2008)